# Route nationale 94e
La route nationale 94E, ou RN 94E, était une route nationale française reliant L'Argentière-la-Bessée à Ailefroide.
À la suite de la réforme de 1972, elle a été déclassée en RD 994E. Ce déclassement a pris effet au 1er avril 1973.

## Tracé
- L'Argentière-la-Bessée
- Les Vigneaux
- Vallouise
- Ailefroide, commune de Pelvoux